# マイ・ハート・ウィル・ゴー・オン
「マイ・ハート・ウィル・ゴー・オン」（英: My Heart Will Go On = 私の心は生き続ける）は、1997年の映画『タイタニック』の主題歌。アカデミー歌曲賞を受賞した。作詞はウィル・ジェニングス、作曲はジェームズ・ホーナー、プロデュースはサイモン・フラングレン、ジェームズ・ホーナー、ウォルター・アファナシエフ。歌はセリーヌ・ディオンである。元々は1997年のセリーヌ・ディオンのアルバム『レッツ・トーク・アバウト・ラヴ』でリリースされ、アメリカ、イギリス、オーストラリアなど世界各地でナンバーワンを記録した。1997年12月8日にオーストラリアとドイツ、その他の国では1998年1月と2月にそれぞれリリースされた。

## 概要
『タイタニック』の音楽を担当したホーナーは、本編中の作曲を制作した最中「ローズのテーマ」を元にフルボーカルの曲を作った方がいいのではないかと構想する。当初はジェームズ・キャメロン監督は、映画に主題歌を作ることを反対しており、ホーナーはキャメロンを説得する為、キャメロンには秘密裏にジェニングスに作詞を依頼し、セリーヌ・ディオンに唄を依頼する。しかし、ディオンもサビで高いキーを出す事の難しさ等で経験したことの無い曲であったため消極的であったが、彼女のマネージャ兼夫であるレネ・アンジェリルがデモ版をレコーディングするよう説得した。完成後に秘密裏に作っていた曲をデモで流したところ、キャメロンは気に入り、本作のエンディングに使用する事を決める。これ以降からキャメロンは『アバター』でもテーマ曲を元にフルボーカルを組み込んだテーマ曲を作る作風を取り入れる事となる。
ラジオやディオンのアルバムで聞かれる歌は、伴奏無しで一発レコーディングされた。ホーナー、ディオン、ソニーミュージックは「ディオンの声は完璧」と、最初のレコーディングを使用すると決めた。ミュージック・ビデオは、bille Woodruffによって製作され、1997年の終わりにリリースされた。DVD『ザ・ベリー・ベスト～ビデオ・コレクション～』に収録されている。
ディオンのレッツ・トーク・アバウト・ラヴやタイタニックサウンドトラックに加え、『オ・クール・デュ・スタード〜スタジアム・ライヴ〜』、『ザ・ベリー・ベスト』、『ア・ニュー・デイ…ライヴ・イン・ラス・ヴェガス』など、数枚のアルバムにこの曲「マイ・ハート・ウィル・ゴー・オン」が収録されている。
歌の人気の高さにおいては、アメリカとイギリスのいくつかの放送局でこの歌の編集されたバージョンが放送され、映画『タイタニック』でのクライマックスのジャックとローズのやり取りがディオンの歌声の間に挿入された。 後に、2枚目のサウンドトラックアルバム『Back to Titanic』に収録された。
フランスでは、「マイ・ハート・ウィル・ゴー・オン」は「ザ・リーズン」との両面A面シングルとしてリリースされた。
- 調（転調あり）：ホ長調（E）→変イ長調（Ab）

## チャート推移
この「マイ・ハート・ウィル・ゴー・オン」はセリーヌ・ディオンの最もヒットした曲となり、また歴史上最も売り上げたシングルの一つでもある。ユナイティッド・ワールド・チャートで世界中でチャートトップに達した他、アメリカのビルボード・ホット100で初登場2週間連続1位を記録したにもかかわらず、ビルボード・ホット100エアプレイでも10週間連続1位を記録した。また、ホット100シングル・セールス部門でも2週間連続1位であった。また68万7000枚の限定版がリリースされるも数週間で完売。アメリカではゴールドに認定された。
ドイツでは、「マイ・ハート・ウィル・ゴー・オン」は、200万枚以上を売り上げ、4xプラチナに認定された。また、イギリス（1,312,551枚）とフランス（1,197,000枚）では100万枚以上を売り、それぞれ2xダイヤモンドとプラチナに認定された。その他の認定は、3xプラチナ：ベルギー（150,000枚）、2xプラチナ：オーストラリア（140,000枚）、オランダ（150,000枚）、ノルウェー（40,000枚）、スイス（100,000枚）、プラチナ：ギリシア（40,000枚）、ゴールド：オーストリア（25,000枚）。
日本では「マイ・ハート・ウィル・ゴー・オン」は2度リリースされた。1998年1月の通常版は20万5300枚を売り上げ、2xプラチナ(20万枚以上)に認定、1998年6月のリミックス版は11万1920枚を売り上げた。それぞれシングルとマキシシングルで発売したためリミックス版はアルバム扱いになり、通常版とは別にゴールド（10万枚）に認定された。日本のオリコンチャートでは総合で第34位に達し、洋楽部門では最高1位となった。
カナダでは輸入盤のみしか発売されなかったにもかかわらず14位に達し、それまでで最も上位に達した輸入盤シングルの一つになった。ニュージーランドではプロモーションシングル無しのラジオシングルとしてリリースされたため、第34位より上昇することはなかった。

## 賞
「マイ・ハート・ウィル・ゴー・オン」は1997年のアカデミー歌曲賞を受賞、グラミー賞では最優秀レコード賞、最優秀楽曲賞、最優秀女性ポップ歌手、Best Song Written Specifically for a Motion Picture or Televisionを総なめにし、1998年のゴールデングローブ賞も受賞した。その他の賞では、ビルボード・ミュージック・アワード ザ・サウンドトラック・シングル・オブ・ザ・イヤー、超大作エンターテイメント賞 for the Favourite Song from a Movie、ビルボード・ラテン・アワード for the First English-language Song to Top Billboard's Hot Latin Tracks Chart、第40回日本レコード大賞特別賞、日本ゴールドディスク大賞ソング・オブ・ザ・イヤーを受賞、2006年にはThe Hits' 50 Greatest Love Songs 第3位になった。
2006年にFiveの「Britain's Favourite Break-up Songs」という番組で行われた投票では、「マイ・ハート・ウィル・ゴー・オン」は第10位にランクし、Songs of the Centuryに認定された。1998年に世界中でベストセラーになったシングルとしてイギリスで「best-selling singles ever in the UK」になった。またAFI's 100 Years... 100 Songsの第14位にもランクし、アメリカ映画史上最も偉大な100曲として紹介された。
この曲がリリースされたときの人気の高さ故、この曲はセリーヌ・ディオンの代表曲であるといえる。また、他の2つの映画サウンドトラック、『ボディガード』よりホイットニー・ヒューストンの「オールウェイズ・ラヴ・ユー」と、『ロビン・フッド』よりブライアン・アダムスの「アイ・ドゥ・イット・フォー・ユー」の3曲は1990年代を代表するラヴ・バラードであるといわれている。

## 影響
この曲の世界的な大ヒット以降、多くの映画スタジオやレコード・レーベルがこの曲のインパクトを真似ようとした。「マイ・ハート・ウィル・ゴー・オン」以前にも多くのサウンドトラックシングルがヒットしていたが、その後『アルマゲドン』よりエアロスミスの「ミス・ア・シング」、『パール・ハーバー』よりフェイス・ヒルの「永遠に愛されて〜パール・ハーバー愛のテーマ〜」などがその後を追った。それぞれ『タイタニック』のテーマと同様、悲劇のラブバラードをベースに作られ、それなりにヒットしたが、「マイ・ハート・ウィル・ゴー・オン」ほどの成功ではなかった。
作曲者のホーナー自身はその後『ビューティフル・マインド』、『アンドリューNDR114』、『パーフェクト・ストーム』などで映画のテーマから作曲する彼の手法を繰り広げた。

## 収録曲
| ヨーロッパ版CDシングル 1. 「マイ・ハート・ウィル・ゴー・オン」 – 4:40 2. 「ビコーズ・ユー・ラヴド・ミー」 – 4:33 ヨーロッパ版CDシングル#2 1. 「マイ・ハート・ウィル・ゴー・オン」 – 4:40 2. 「マイ・ハート・ウィル・ゴー・オン」（トニー・モラン・ミックス） – 4:21 フランス版CDシングル 1. 「ザ・リーズン」 – 5:01 2. 「マイ・ハート・ウィル・ゴー・オン」 – 4:40 フランス版CDシングル#2 1. 「マイ・ハート・ウィル・ゴー・オン」 – 4:40 2. 「サウサンプトン」 – 4:02 フランス版CDシングル#3 1. 「マイ・ハート・ウィル・ゴー・オン」 – 4:40 2. 「マイ・ハート・ウィル・ゴー・オン」（トニー・モラン・ミックス） – 4:21 日本版CDシングル 1. 「マイ・ハート・ウィル・ゴー・オン」 – 4:40 2. 「ビューティー・アンド・ザ・ビースト〜美女と野獣」 – 4:04 イギリス版カセットシングル 1. 「マイ・ハート・ウィル・ゴー・オン」 – 4:40 2. 「アイ・ラヴ・ユー」 – 5:30 アメリカ版CDシングル 1. 「マイ・ハート・ウィル・ゴー・オン」 – 4:40 2. 「ローズ」（インストロメンタル） – 2:52 オーストラリア／ブラジル／ヨーロッパ／イギリス／韓国版CDマキシシングル 1. 「マイ・ハート・ウィル・ゴー・オン」 – 4:40 2. 「ビコーズ・ユー・ラヴド・ミー」 – 4:33 3. 「めぐり逢えたら・愛のテーマ」 – 4:19 4. 「ビューティー・アンド・ザ・ビースト〜美女と野獣」 – 4:04 オーストラリア版CDマキシシングル#2 1. 「マイ・ハート・ウィル・ゴー・オン」（トニー・モラン・ミックス） – 4:21 2. 「マイ・ハート・ウィル・ゴー・オン」（リッチー・ジョーンズ・ミックス） – 4:15 3. 「マイ・ハート・ウィル・ゴー・オン」（ソウル・ソリューション） – 4:18 4. 「ミスレッド」（シリアス・ミックス） – 4:59 5. 「ラヴ・キャン・ムーヴ・マウンテンズ」（アンダーグラウンド・ヴォーカル・ミックス） – 7:10 | ブラジル版CDマキシシングル#2 1. 「マイ・ハート・ウィル・ゴー・オン」（クカズ・ラジオ・エディット） – 4:22 2. 「マイ・ハート・ウィル・ゴー・オン」（トニー・モランズ・アンセム・エディット） – 4:21 3. 「マイ・ハート・ウィル・ゴー・オン」（リッチー・ジョーンズ・アンシンカブル・エディット） – 4:15 4. 「マイ・ハート・ウィル・ゴー・オン」（トニー・モランズ・アンセム・ボーカル） – 9:41 ヨーロッパ版CDマキシシングル#2／イギリス版12"レコードシングル 1. 「マイ・ハート・ウィル・ゴー・オン」 – 4:40 2. 「マイ・ハート・ウィル・ゴー・オン」（トニー・モラン・ミックス） – 4:21 3. 「マイ・ハート・ウィル・ゴー・オン」（リッチー・ジョーンズ・ミックス） – 4:15 4. 「マイ・ハート・ウィル・ゴー・オン」（ソウル・ソリューション） – 4:18 日本／韓国版CDマキシシングル 1. 「マイ・ハート・ウィル・ゴー・オン」（トニー・モラン・ミックス） – 4:21 2. 「マイ・ハート・ウィル・ゴー・オン」（リッチー・ジョーンズ・ミックス） – 4:15 3. 「マイ・ハート・ウィル・ゴー・オン」（ソウル・ソリューション） – 4:18 4. 「マイ・ハート・ウィル・ゴー・オン」（リッチー・ジョーンズ・アンシンカブル・クラブ・ミックス） – 10:04 5. 「マイ・ハート・ウィル・ゴー・オン」（マット・アンド・ヴィトーズ・アンシンカブル・エピック・ミックス） – 9:53 イギリス版CDマキシシングル#2 1. 「マイ・ハート・ウィル・ゴー・オン」（サウンドトラック・バージョン） – 5:11 2. 「ハヴ・ア・ハート」 – 4:12 3. 「ナッシング・ブロークン・バット・マイ・ハート」 – 5:55 4. 「哀しみのハートビート」 – 4:32 |

## 公式編曲版
1. 「マイ・ハート・ウィル・ゴー・オン」（リッチー・ジョーンズ・ラジオ・ミックス） – 4:15
2. 「マイ・ハート・ウィル・ゴー・オン」（リッチー・ジョーンズ・ラヴ・ゴー・オン・ミックス） – 4:58
3. 「マイ・ハート・ウィル・ゴー・オン」（リッチー・ジョーンズ・ゴー・オン・ビート） – 5:10
4. 「マイ・ハート・ウィル・ゴー・オン」（リッチー・ジョーンズ・アンシンカブル・クラブ・ミックス） – 10:04
5. 「マイ・ハート・ウィル・ゴー・オン」（トニー・モラン・ラジオ・ミックス） – 4:21
6. 「マイ・ハート・ウィル・ゴー・オン」（トニー・モランズ・アンセム・ボーカル） – 9:41
7. 「マイ・ハート・ウィル・ゴー・オン」（ソウル・ソリューション・ボーナス・ビート） – 3:31
8. 「マイ・ハート・ウィル・ゴー・オン」（ソウル・ソリューション・ラジオ・ミックス） – 4:18
9. 「マイ・ハート・ウィル・ゴー・オン」（ソウル・ソリューション・ラジオ・ミックス・パーキャッペラ） – 4:16
10. 「マイ・ハート・ウィル・ゴー・オン」（ソウル・ソリューション・ドラマ・アット・ザ・シー） – 8:54
11. 「マイ・ハート・ウィル・ゴー・オン」（マット・アンド・ヴィトーズ・ペニー・ホイッスル・ダブ） – 3:23
12. 「マイ・ハート・ウィル・ゴー・オン」（マット・アンド・ヴィトーズ・アンシンカブル・エピック・ミックス） – 9:53
13. 「マイ・ハート・ウィル・ゴー・オン」（クカズ・ラジオ・エディット） – 4:22
14. 「マイ・ハート・ウィル・ゴー・オン」（ムービー・ダイアログ） – 4:41
15. 「マイ・ハート・ウィル・ゴー・オン」（サウンドトラック・バージョン） – 5:11
16. 「マイ・ハート・ウィル・ゴー・オン」（オールタネート・オーケストラ・バージョン） – 5:51
17. 「マイ・ハート・ウィル・ゴー・オン」（TVトラック） – 3:12
18. 「マイ・ハート・ウィル・ゴー・オン」（オフボーカル） – 4:41
19. 「マイ・ハート・ウィル・ゴー・オン」（アルバム・バージョン） – 4:40

## チャート
| チャート （1997年）                                | 最高位     |
| -------------------------------------------------- | ---------- |
| オーストラリア・シングル・チャート                 | 1 （4週）  |
| ドイツ・シングル・チャート                         | 1 （13週） |
| チャート （1998年）                                | 最高位     |
| アルゼンチン・シングル・チャート                   | 1 （2週）  |
| オーストリア・シングル・チャート                   | 1 （4週）  |
| ベルギーワロン地域・シングル・チャート             | 1 （10週） |
| ベルギーワロン地域・有線チャート                   | 1          |
| ベルギーフランドル地域・シングル・チャート         | 1 （7週）  |
| ベルギーフランドル地域・有線チャート               | 1          |
| ブラジル・シングル・チャート                       | 1          |
| カナダ・シングル・チャート                         | 14         |
| カナダ・アダルト・コンテンポラリー・チャート       | 1          |
| カナダ・コンテンポラリー・ヒット・ラジオ・チャート | 1          |
| チリ・シングル・チャート                           | 1          |
| コロンビア・シングル・チャート                     | 1          |
| デンマーク・シングル・チャート                     | 1 （10週） |
| オランダ・メガ・シングル・トップ100チャート        | 1 （11週） |
| オランダ・トップ40チャート                         | 1 （10週） |
| オランダ・メガ・トップ50チャート                   | 1 （10週） |
| ヨーロッパ・シングル・チャート                     | 1 （17週） |
| フィンランド・シングル・チャート                   | 1 （1週）  |
| フランス・シングル・チャート                       | 1 （13週） |
| ギリシャ・シングル・チャート                       | 1          |
| アイルランド・シングル・チャート                   | 1 （6週）  |

| チャート （1998年）                                                 | 最高位     |
| ------------------------------------------------------------------- | ---------- |
| イタリア・シングル・チャート                                        | 1 （10週） |
| 日本オリコンシングルチャート                                        | 34         |
| 日本Tokio Hot 100ラジオチャート                                     | 1          |
| ラトビア・シングル・チャート                                        | 1 （6週）  |
| メキシコ・シングル・チャート                                        | 1          |
| ニュージーランド・シングル・チャート                                | 34         |
| ノルウェー・シングル・チャート                                      | 1 （10週） |
| ペルー・シングル・チャート                                          | 1          |
| ポーランド30トン・チャート                                          | 1          |
| ポーランド・ラジオ3チャート                                         | 2          |
| スペイン・シングル・チャート                                        | 1 （2週）  |
| スウェーデン・シングル・チャート                                    | 1 （11週） |
| スイス・シングル・チャート                                          | 1 （15週） |
| イギリス・シングル・チャート                                        | 1 （2週）  |
| アメリカ・ビルボード・ホット100                                     | 1 （2週）  |
| アメリカ・ビルボード・ホット・アダルト・コンテンポラリー ・トラック | 1 （10週） |
| アメリカ・ビルボード・トップ40メインストリーム                      | 1 （10週） |
| アメリカ・ビルボード・ホット・ラテン・トラック                      | 1 （1週）  |
| アメリカ・ビルボード・ホット・ラテン・トップ・エアプレイ            | 1 （4週）  |
| アメリカ・ビルボード・ラテン・トロピカル・エアプレイ                | 2          |
| アメリカ・ビルボード・ホット・アダルト・トップ40トラック            | 3          |
| アメリカ・ビルボード・リズミック・トップ40                          | 3          |
| アメリカ・ARCウィークリー・トップ40                                 | 1 （6週）  |
| ワールド・シングル・チャート                                        | 1 （16週） |
| ベネズエラ・シングル・チャート                                      | 1          |

## カヴァー
- 後に映画アルバム用にニール・ダイアモンドによってレコーディングされた。
- サラ・ブライトマンは「Il Mio Cuore Va.」という名でこの曲のイタリア語バージョンを1998年のアルバム『エデン』に収録。同曲はセガの競馬メダルゲーム『STARHORSE3』で使用されている。
- 1998年に、サンディー＆ジュニアのサンディーはこの曲のカヴァーとポルトガル語バージョンを編成した。
- ケニー・Gは1998年にインストゥメンタル・カヴァー・バージョンをレコーディングした。
- マイケル・ボールはこの歌のカヴァー・バージョンを1998年のアルバム『Movies』に収録した。
- 1999年、英ロンドンのオーケストラに所属するホルン奏者たちによって「Titanic Fantasy」と題され、他の劇中音楽とともに112本のフレンチホルン、および打楽器のためにインストゥルメンタル・カヴァーされた。
- ドイツのポップソウル歌手、サラ・コナーはシングル「Living to Love You」で「マイ・ハート・ウィル・ゴー・オン」を取り入れた。
- エリックD.スナイダーは一度、タイタニックのパロディーの監督をした際に「マイ・ハート・ウィル・ゴー・オン」のパロディーを披露した。
- アル・ヤンコビックはコンサートに限り「マイ・ハート・ウィル・ゴー・オン」のパロディーを「フリー・デリバリー」する宣言をした。
- ニュー・ファウンド・グローリーはカヴァーを2000年のEP「From the Screen to Your Stereo」に収録した。
- ビッグ・ダディー・バンドは2000年、アップビートなカバー/パロディーを「The Best of Big Daddy」というアルバムに収録した。
- 葉蒨文（サリー・イップ）はこの曲を中国語（広東語）でカヴァーした。
- ギタリストのニール・ショーンはこの歌のカヴァーを2001年のアルバム『情熱の音色〜ヴォイス』にインストゥルメンタルとして収録した。
- ジェームズ・ゴールウェイはインストゥメンタル・カヴァー・バージョンを彼のアルバム『Love Song』に収録した。
- ティナ・アリーナは彼女のコンサートで多くの持ち歌の1つとしてこの曲を披露した。
- ヒットショー『アメリカン・アイドル』のシーズン2でキンバーリー・ロックが、シーズン3でダイアナ・デガーモがこの曲を歌った。
- パキスタン人のポップ・ロック女性歌手ハディカ・キヤニ（حدیقہ کیانی）は彼女の楽曲「Aao Phir Eik Baar」でこの曲のビデオを使用した。
- 2007年9月、日本でリリースされたトリビュートアルバム『セリーヌ・ディオン・トリビュート』の中で伊藤由奈がこの曲をカヴァーしている。
- 2012年2月、音楽ユニットのSkoop On Somebodyがセルフカバー&カバー&コラボレーションアルバム『Nice'n Slow Jam 15years Limited』に収録した。
- 2013年9月、演歌歌手の島津亜矢がアルバム『SINGER 2』に収録した。
- 2016年11月、声優の高垣彩陽がカバーミニアルバム『melodia 3』に収録した。
- 2017年12月、歌手の小野正利がカバーアルバム『VS』に収録した。
- ラウンジ歌手「Bobby Bittman」として名を馳せるユージン・レヴィは、ライブショーのために「My Act Will Go On」と名付けられ皮肉ったパロディーをレコーディングした。
- alanはコンサート「alan 2nd concert - alan symphony 2010」東京公演(2010年7月24日)および「alan JAPAN PREMIUM BEST & MORE LIVE 2011」にてこの曲のカヴァー(英語歌詞)を披露した。